# Inflación subyacente
La inflación subyacente, inflación básica, inflación núcleo (en inglés: core inflation) o inflación de bases es la inflación reflejada por el índice de precios al consumo (IPC) cuando éste no toma en cuenta ni los productos energéticos ni los alimenticios sin elaborar. La exclusión de estos componentes del índice se debe a que son componentes cuyos precios sufren grandes fluctuaciones debido a sucesos transitorios tales como conflictos internacionales (ejemplo: guerras), condiciones climáticas que afectan las cosechas o simplemente estacionalidad de los vegetales, por ejemplo.
Dos razones prácticas motivan la medición de la inflación subyacente. Por un lado, medir la inflación a medio plazo, ya que las perturbaciones transitorias son excluidas. La segunda razón es que esta medición de inflación es más afectada por la política monetaria. Un banco central no tiene mucha influencia sobre los precios estacionales de los vegetales pero sí puede influir con mayor vigor en los precios a mediano plazo. De ahí que los bancos centrales prestan mayor atención a la medición de inflación subyacente como forma de medir el éxito de su política monetaria.

## Componentes
El subconjunto incluye sólo los bienes y servicios cuyos precios son menos volátiles, en general trata de no tomar en cuenta a aquellos bienes y servicios cuyos precios difieren de la tendencia general del resto de los genéricos que forman el sistema general de precios de una economía. Habitualmente, para el cálculo de la inflación subyacente se prescinde de los bienes y servicios administrados (gasolina, electricidad y gas para uso doméstico), de los concertados (transporte local y foráneo, telefonía, cuotas y licencias y otros), y de los agropecuarios (36 frutas y verduras y otros 20 productos). Normalmente podemos  ver en una serie de tiempo de datos mensuales que la inflación subyacente tiene un comportamiento más suave, con menos altibajos, que la inflación general. No es de extrañar que en ciertos periodos la inflación subyacente sea más alta o más baja que la general.
Existe cierta predilección por las autoridades monetarias de algunos países a llamar la atención más sobre la inflación subyacente que sobre la general. Y aunque para un consumidor esto no tiene mucho sentido si suponemos que sufre toda la inflación y no solo un subconjunto de ella, en gestión de política monetaria sí lo tiene. Esto bajo el supuesto de que la autoridad monetaria tiene a su mano las herramientas que afectan el nivel general de precios, como son tasas de redescuento, de referencia, bonos de regulación monetaria, o cortos monetarios, encaje legal entre otros, pero que estos instrumentos afectan rápida o fuertemente a bienes agrícolas que son más sensibles por variables climáticas o a bienes administrados (precios controlados centralmente o mediante concertación entre agentes económico-políticos). De esta manera, en términos generales podemos decir que una autoridad tiene una buena o mala gestión en la medida en la que el índice de precios subyacente refleja estabilidad o no de precios, independientemente que el índice general muestre volatilidad por una producción alta o baja de cierto producto agrícola que tenga un peso relativamente alto en la canasta de bienes medido por el índice general.